# Palimbang
Palimbang ist eine philippinische Stadtgemeinde in der Provinz Sultan Kudarat. Sie hat 90.424 Einwohner (Zensus 1. August 2015).

## Baranggays
Palimbang ist politisch in 40 Baranggays unterteilt.
| - Akol - Badiangon - Baliango - Balwan (Bulan) - Bambanen - Baranayan - Barongis - Batang-baglas - Butril - Colobe (Tagadtal) - Datu Maguiales - Domolol - Kabuling - Kalibuhan | - Kanipaan - Kidayan - Kiponget - Kisek - Kraan - Kulong-kulong - Langali - Libua - Ligao - Lopoken (Lepolon) - Lumitan - Maganao - Maguid | - Malatuneng (Malatunol) - Malisbong - Medol - Milbuk - Mina - Molon - Namat Masla - Napnapon - Poblacion - San Roque - Tibuhol (East Badiangon) - Wal - Wasag |